# Nederlandsche Tramweg Maatschappij
De Nederlandsche Tramweg Maatschappij (NTM) was een tram- en busbedrijf, dat tussen 1880 en 1956 verantwoordelijk voor het aanleggen, exploiteren en onderhouden van de tramlijnen in Friesland. Ondanks de naam is dit trambedrijf uitsluitend in Friesland en aangrenzende delen van Groningen, Drenthe en Overijssel actief geweest. Als streekbusbedrijf is de NTM actief gebleven tot 1971.

## Geschiedenis
De NTM werd opgericht op 24 april 1880 te Utrecht. Tussen 1907 en 1913 en na 1930 was de NTM gevestigd te Heerenveen. Aanvankelijk had men ambities om ook elders in Nederland tramlijnen aan te leggen, maar uiteindelijk concentreerde de NTM zich op Friesland, met enkele uitlopers naar aangrenzende provincies.
Wat in 1956 nog restte van de voormalige NTM-tramlijnen werd overgedragen aan de NS, die de laatste tramlijn Drachten - Groningen, toen alleen nog voor goederenvervoer, in 1985 sloot.
De eerste NTM-autobus reed op 16 juli 1930. Met een gestaag groeiend aantal bussen heeft de NTM openbaar vervoer verzorgd tot 1 april 1971, toen het bedrijf opging in de Friese Autobus Maatschappij (FRAM).

### Paardentrams

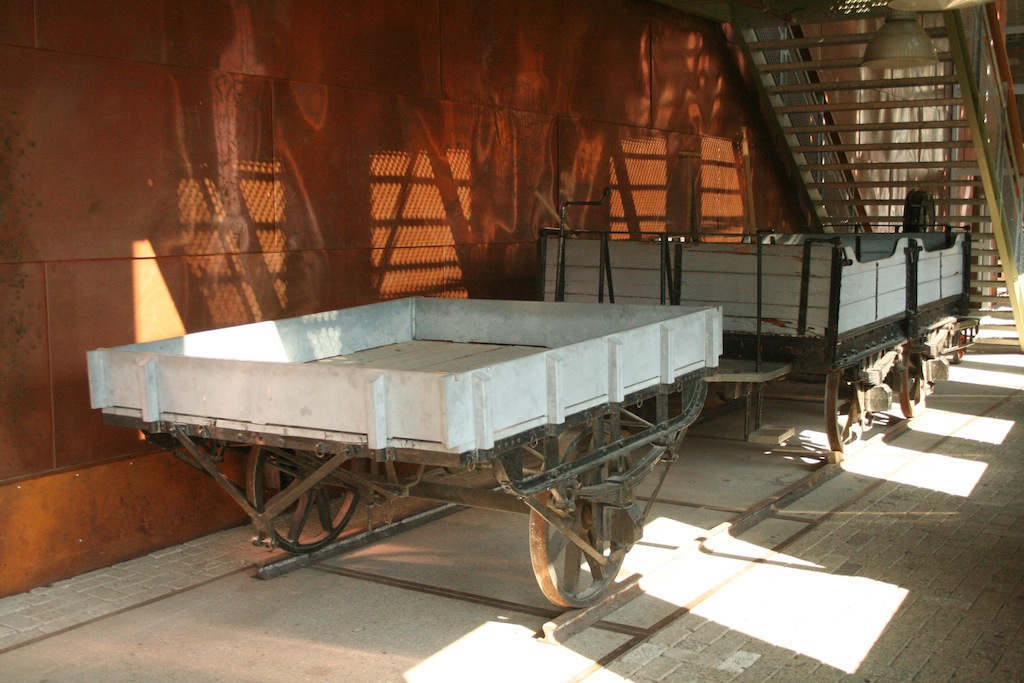
Van de Friese paardentram zijn twee kleine goederenwagentjes bewaard gebleven in het Nederlands Spoorwegmuseum te Utrecht. Hier de eenassige NTM G1.

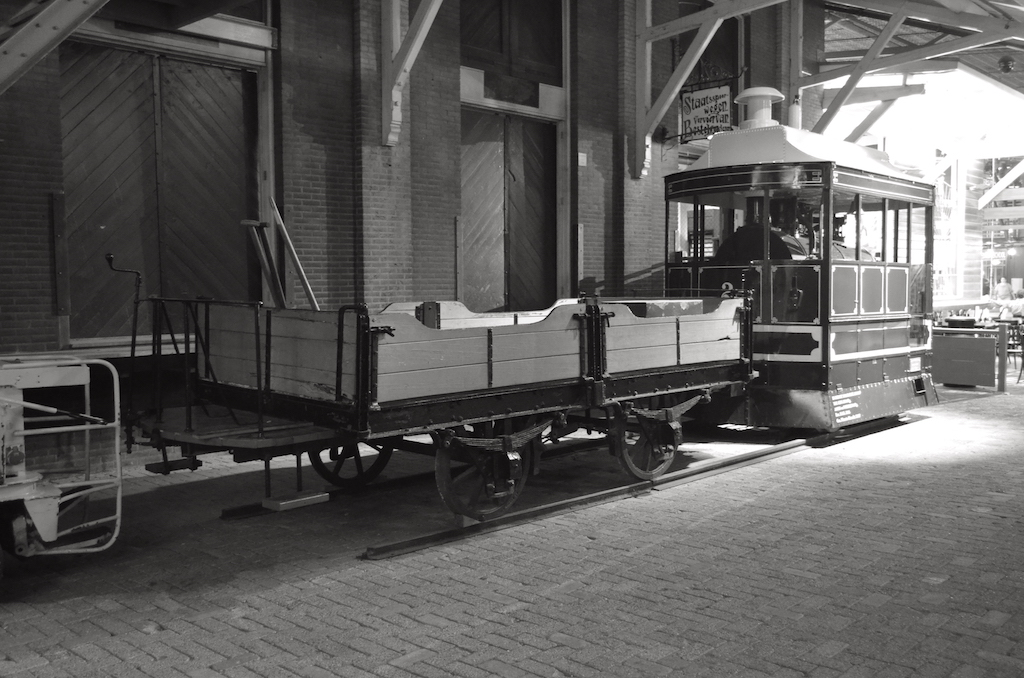
Van de Friese paardentram zijn twee kleine goederenwagentjes bewaard gebleven in het Nederlands Spoorwegmuseum te Utrecht. Hier de tweeassige NTM Dk2.

De eerste door de NTM aangelegde lijnen werden in gebruik genomen met paardentrams. De eerste tramlijn was die van Dokkum naar Veenwouden en werd geopend op 6 oktober 1880. Deze en alle volgende lijnen werden uitgevoerd in normaalspoor (spoorwijdte 1435 mm). Een jaar later, op 19 september 1881, werd de Veenwouden – Bergumerdam geopend die in 1896 werd verlengd naar Suameer. Vanaf 1913 (Suameer – Veenwouden) en 1926 (Veenwouden – Dokkum) werd de paardentram vervangen door de stoomtram. De paardentramlijnen waren lichter uitgevoerd dan andere lijnen, dus moesten eerst de spoorstaven door zwaardere exemplaren worden vervangen voordat er de zwaardere stoomlocs konden rijden.
In 1898 kwam de paardentramlijn Harkezijl – Makkum in gebruik, terwijl in 1900 als laatste de paardentramlijn Berlikum – Sint Annaparochie werd geopend. Deze laatste lijn werd opgeheven in 1917, terwijl de dienst Harkezijl – Makkum nog tot 16 juli 1930 in bedrijf bleef. Dit was de laatste paardentramlijn in Nederland.

### Stoomtrams

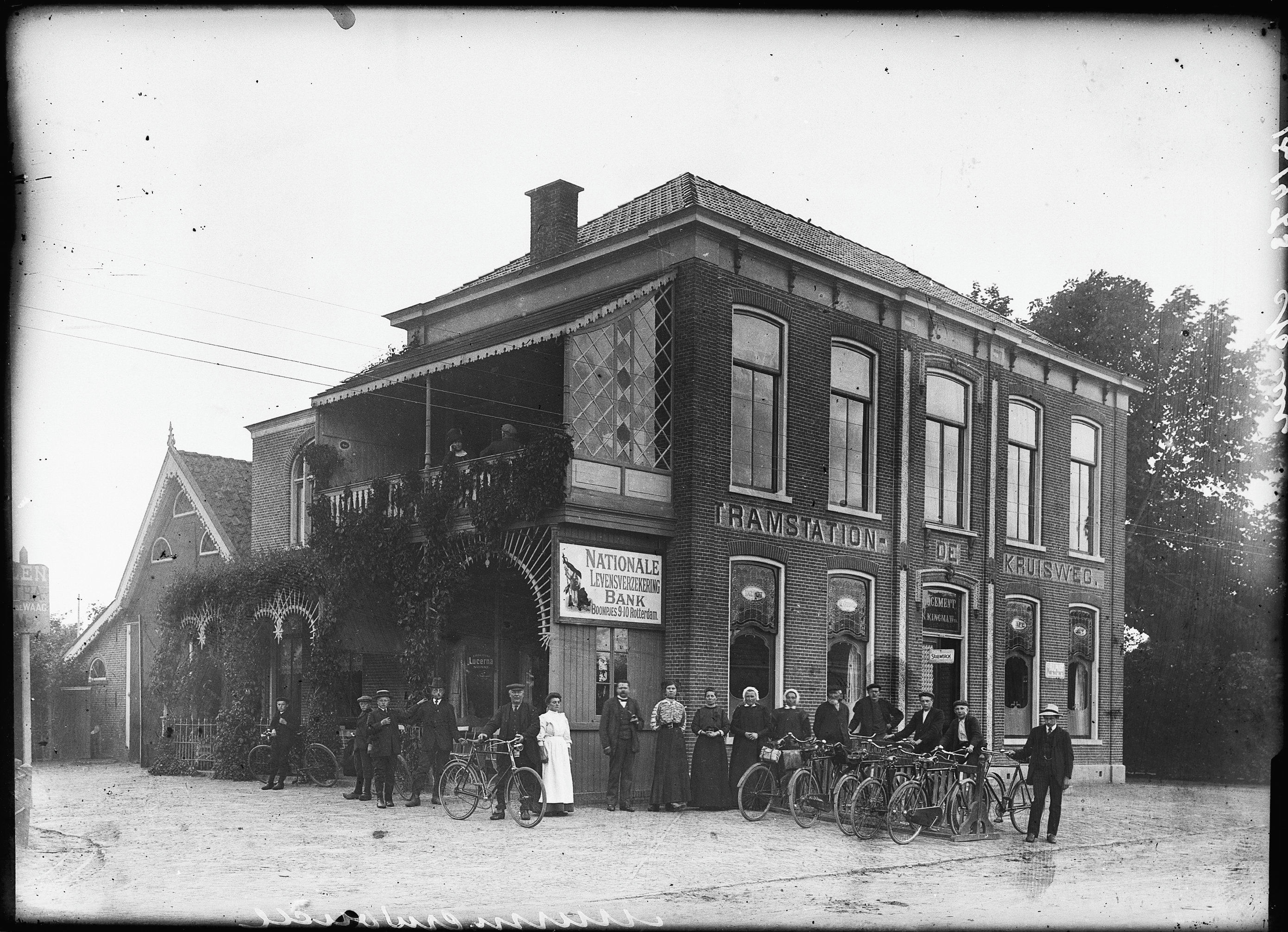
Tramstation De Kruisweg - Murmerwoude; circa 1900.

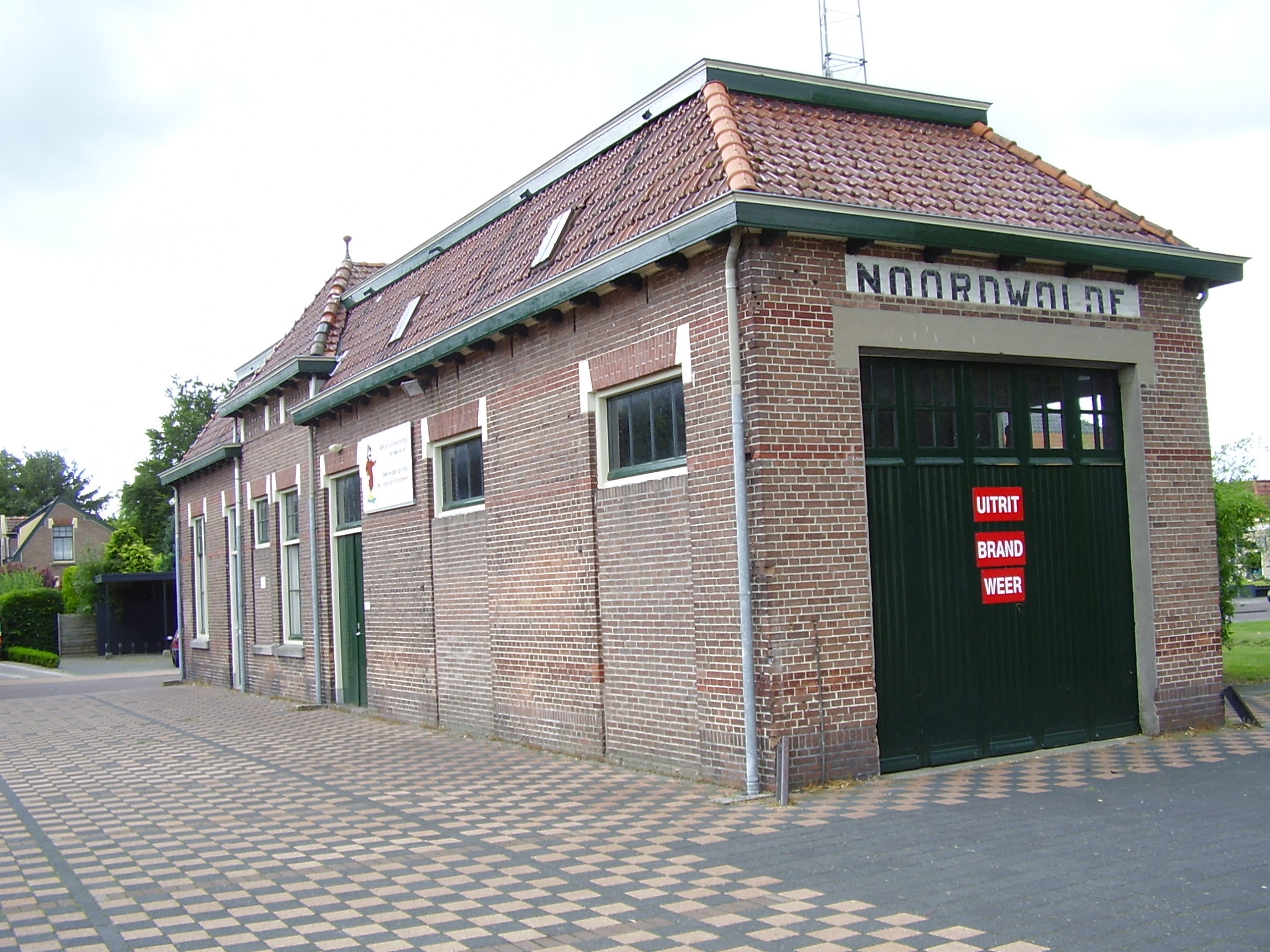
Het voormalige stoomtramstation van Noordwolde; 2008.

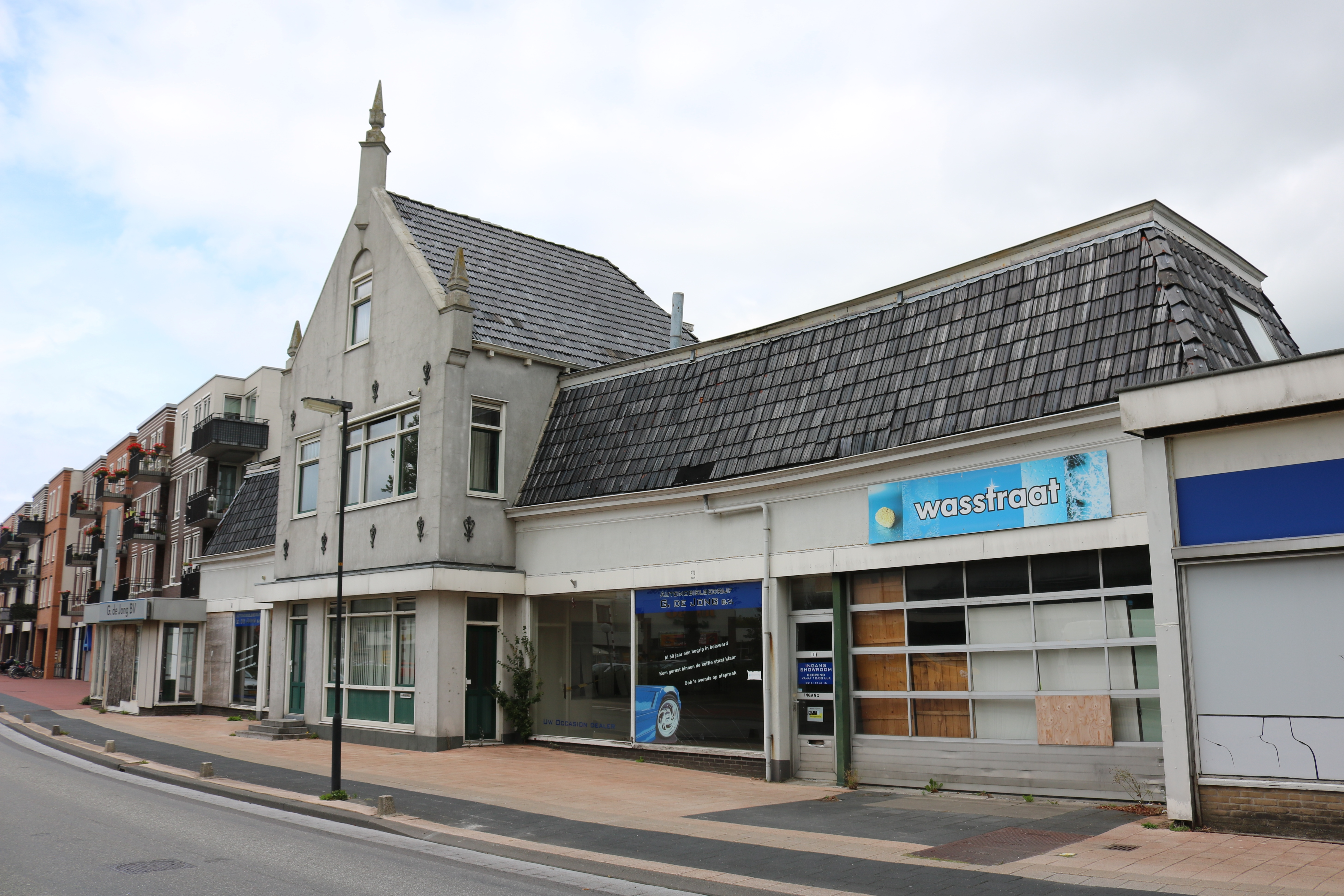
Het voormalige stoomtramstation Bolsward aan de Snekerstraat 24; 2018.

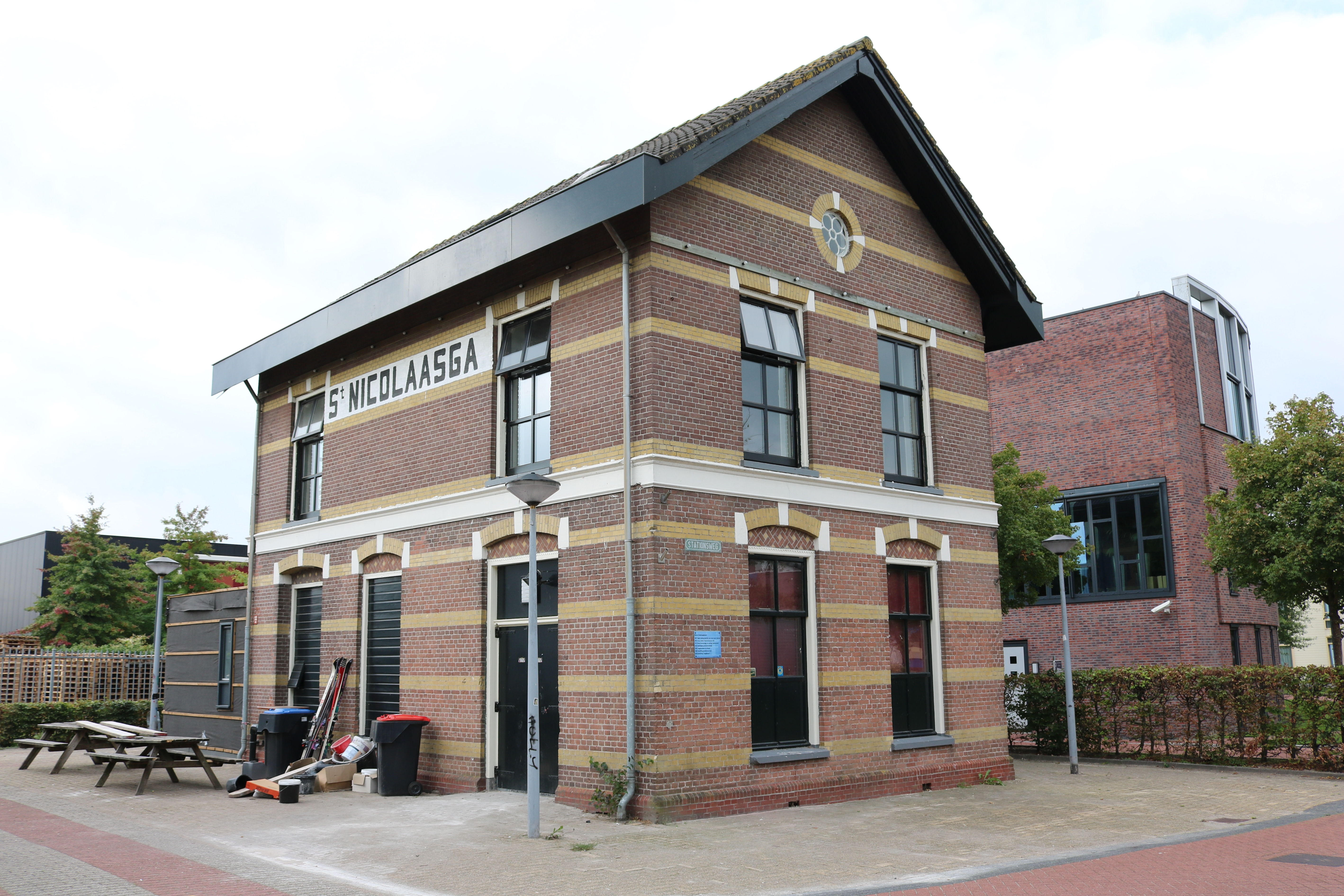
Het voormalige stoomtramstation van Sint Nicolaasga; 2018.

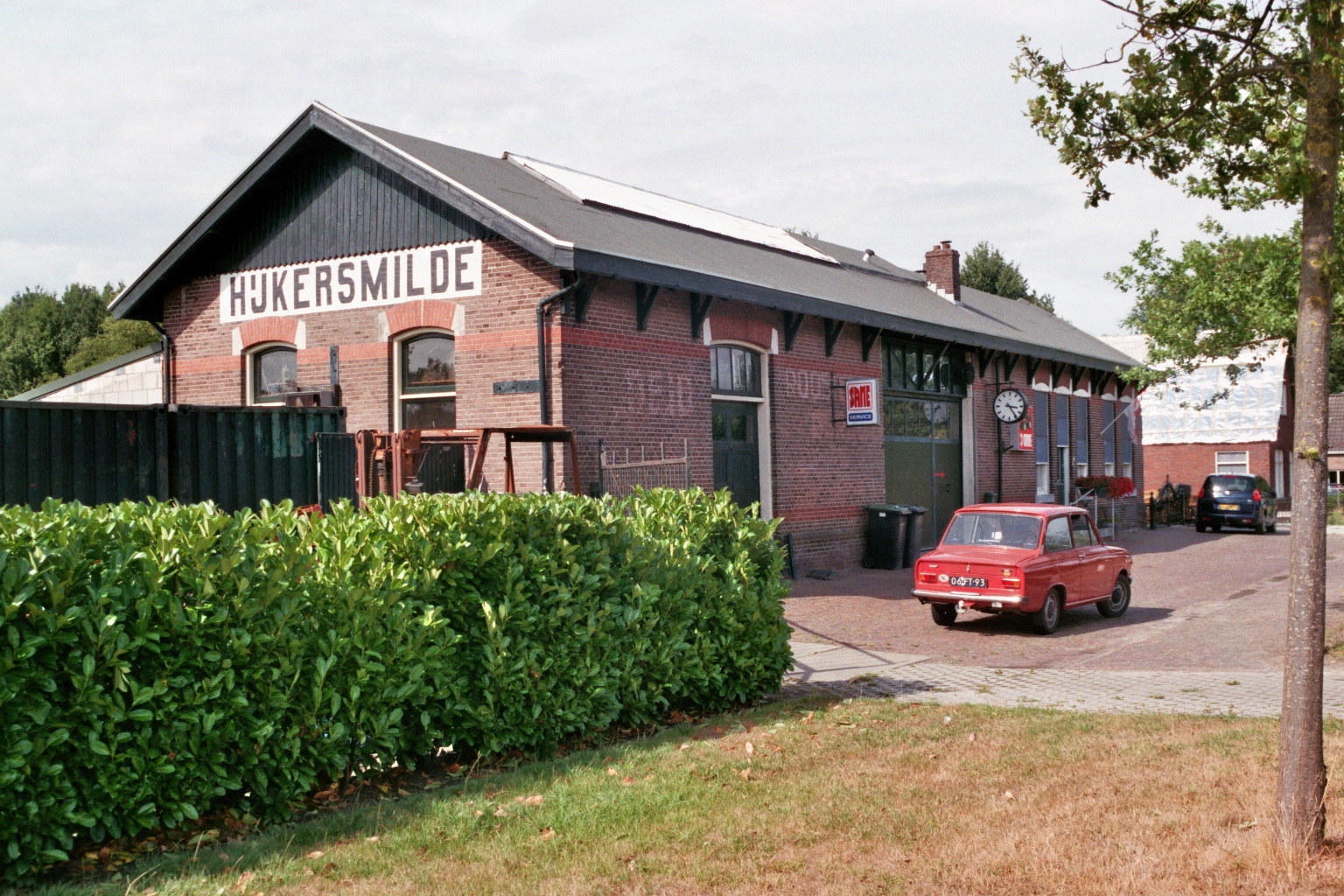
Het voormalige stoomtramstation van Hijkersmilde; 2018.

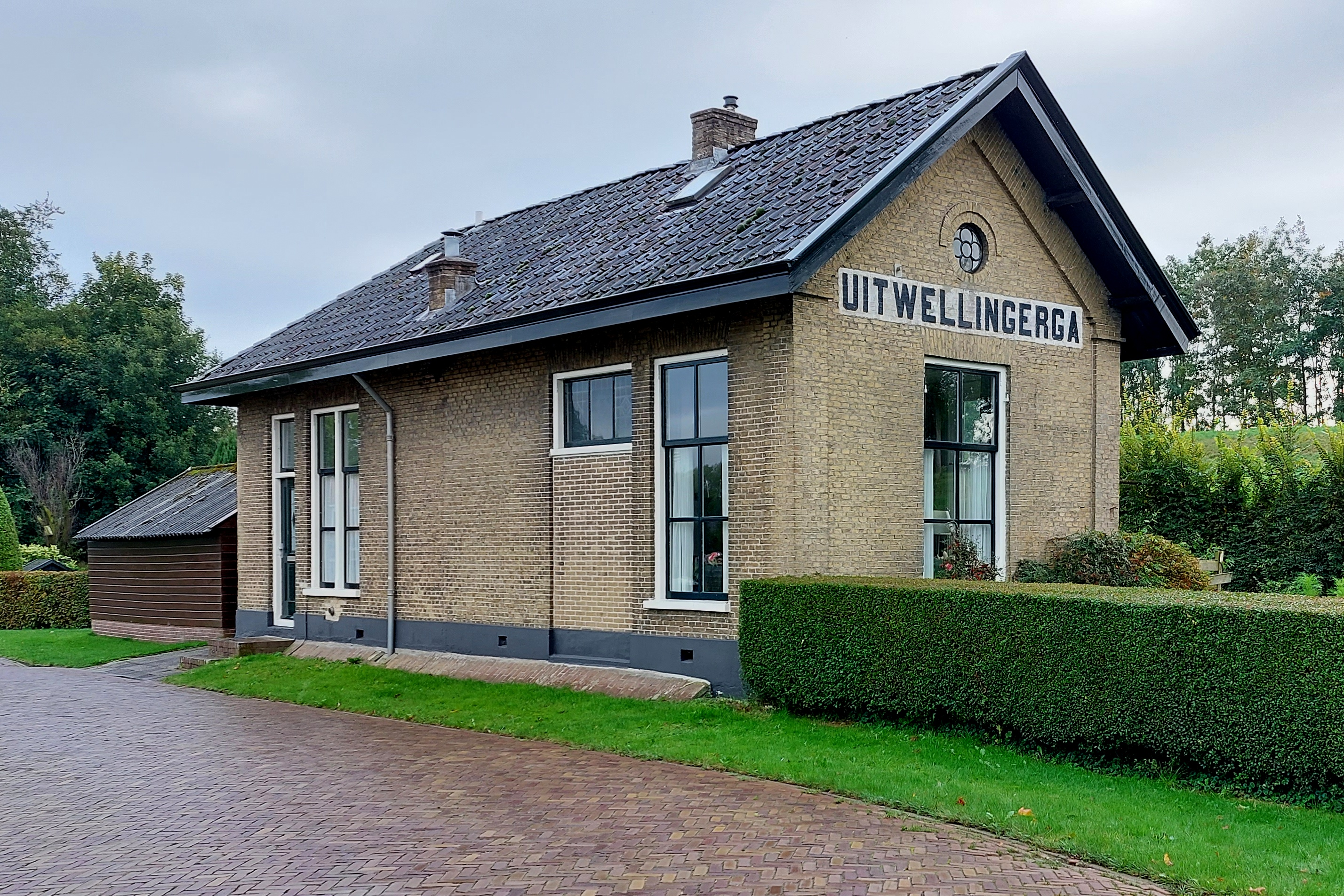
Het voormalige stoomtramstation van Uitwellingerga; 2022.

Het grootste deel van de NTM werd 65 jaar lang gevormd door het stoomtrambedrijf dat in zijn bloeitijd een groot deel van de provincie Friesland bestreek. De NTM was dan ook een van de grootste stoomtrambedrijven in Nederland.
De eerste stoomtram reed op 11 januari 1882 op de tramlijn Sneek - Bolsward. In datzelfde jaar volgden nog de lijnen Bolsward – Harlingen, Heerenveen – Joure en Heerenveen – Gorredijk, die in 1884 werd verlengd naar Drachten. In 1886 volgde de ontbrekende schakel Joure – Sneek. Toen was de doorgaande tramlijn Harlingen – Bolsward – Sneek – Joure – Heerenveen – Gorredijk – Drachten compleet. Tien jaar later in 1896 werd de tramlijn Veenwouden – Suameer verlengd tot Drachten. Deze tramlijnen werden alle in normaalspoor uitgevoerd, waardoor het mogelijk was om goederenwagens door te voeren van de stoomtram naar het landelijke spoorwegnet.
Vanaf 1899 kwamen er ook stoomtrams ten noordwesten van Leeuwarden, in dat jaar werd de tramlijn Leeuwarden Vrouwe Poort – Sint Jacobiparochie in gebruik genomen. Een jaar later kwam de tramlijn Franeker - Marssum er bij en in 1901 kwam de verbinding van de Vrouwe Poort door Leeuwarden naar het station Leeuwarden in gebruik. In Harlingen kwam er dat jaar een verbinding van het station naar de haven tot stand.
Ook in 1901 kwam nog een andere tramlijn naar een haven tot stand, namelijk de tramlijn Joure - Lemmer, waar aansluiting was op de 'Lemmerboot' die via de Zuiderzee een verbinding met Amsterdam verzorgde. In 1902 werd de ontbrekende schakel Franeker – Arum aangelegd, zodat vanuit Leeuwarden nu in westelijke richting tegen de klok in een rondje gereden kon worden tot aan Veenwouden. Het ontbrekende deel Veenwouden – Leeuwarden zou later met stoomtrams worden bereden op de spoorlijn Leeuwarden – Groningen.
Vanaf 1911 werden ook tramlijnen aan de oostkant van de provincie aangelegd en in de aangrenzende delen van Groningen, Drenthe en Overijssel. In 1911 werd de tramlijn Lippenhuizen - Oosterwolde geopend, in 1913 de tramlijn Drachten - Groningen, in 1914 kwam de tramlijn Makkinga - Steenwijk in gebruik en een jaar later bereikte de NTM Drenthe ook met de tramlijn Oosterwolde - Assen, terwijl in 1916 als laatste de tramlijn Hijkersmilde - Meppel werd geopend. Er waren in de loop der jaren nog veel meer plannen geweest voor aanleg van tramlijnen, maar hierbij zou het blijven. De totale lengte van het net bedroeg 297 kilometer.
De tramlijnen waren zowel voor passagiers- als voor goederenvervoer, maar het goederenvervoer zou het vervoer van reizigers op enkele lijnen vele jaren overleven. Het volledige net zou slechts zo'n 17 jaar bestaan, want in 1933 werd als eerste de laatst geopende lijn van Hijkersmilde, langs de Drentsche Hoofdvaart, naar Meppel alweer gesloten. Blijkbaar was de laatste uitbreiding toch niet zo'n succes.
De NTM reed niet alleen trams op de eigen lijnen, maar vanaf 1913 werden er ook diensten verzorgd op enkele spoorlijnen van de Staatsspoorwegen (SS). Dit betrof in eerste instantie de lijn Leeuwarden – Veenwouden. Later reden er ook trams op Leeuwarden – Sneek en Leeuwarden – Heerenveen. Dit betrof met name de stopdiensten die op alle haltes stopten.
Op 13 augustus 1939 vonden er enkele opheffingen plaats: Marssum – Franeker – Arum en Leeuwarden – Beetgumermolen. Het aansluitende deel Beetgumermolen – Sint Jacobiparochie werd voortaan door de Nederlandse Spoorwegen (NS) geëxploiteerd. Daartoe werd er nabij Sint Jacobiparochie een verbindingsspoor gelegd met de spoorlijn van de NFLS bij Minnertsga, zodat de goederentrams nu vanaf de andere kant op de tramlijn konden komen.
De overige tramlijnen bleven tot na de Tweede Wereldoorlog in bedrijf, maar in 1947 werd het grootste deel van het net gesloten. Op 17 februari 1947 werd Dokkum – Veenwouden opgeheven, op 11 maart 1947 volgde Harlingen – Bolsward, op 4 mei 1947 werd het reizigersvervoer op Sneek – Joure, Heerenveen – Joure, Heerenveen – Gorredijk – Drachten en Gorredijk – Oosterwolde gestaakt. Op 1 augustus 1947 werd de lijn Sneek – Joure opgeheven. Per 5 oktober 1947 werden de lijnen Heerenveen – Gorredijk, Lippenhuizen – Drachten, Drachten – Bergumerdam en Hijkersmilde – Assen opgeheven en het personenvervoer op de lijnen Bergumerdam – Veenwouden, Steenwijk – Hijkersmilde, Hoek Makkinga – Gorredijk gestaakt.
De hiervoor genoemde lijn Beetgumermolen – Sint Jacobiparochie ging in eigendom over naar de NS, terwijl alle overige overgebleven lijnen werden overgedragen aan de NS, die hier uitsluitend nog goederenvervoer gingen verzorgen. Tot en met 8 mei 1948 werd op de lijn Drachten – Groningen nog reizigersvervoer uitgevoerd met motortrams afkomstig van de Gooise tram.

### Alleen nog goederenvervoer

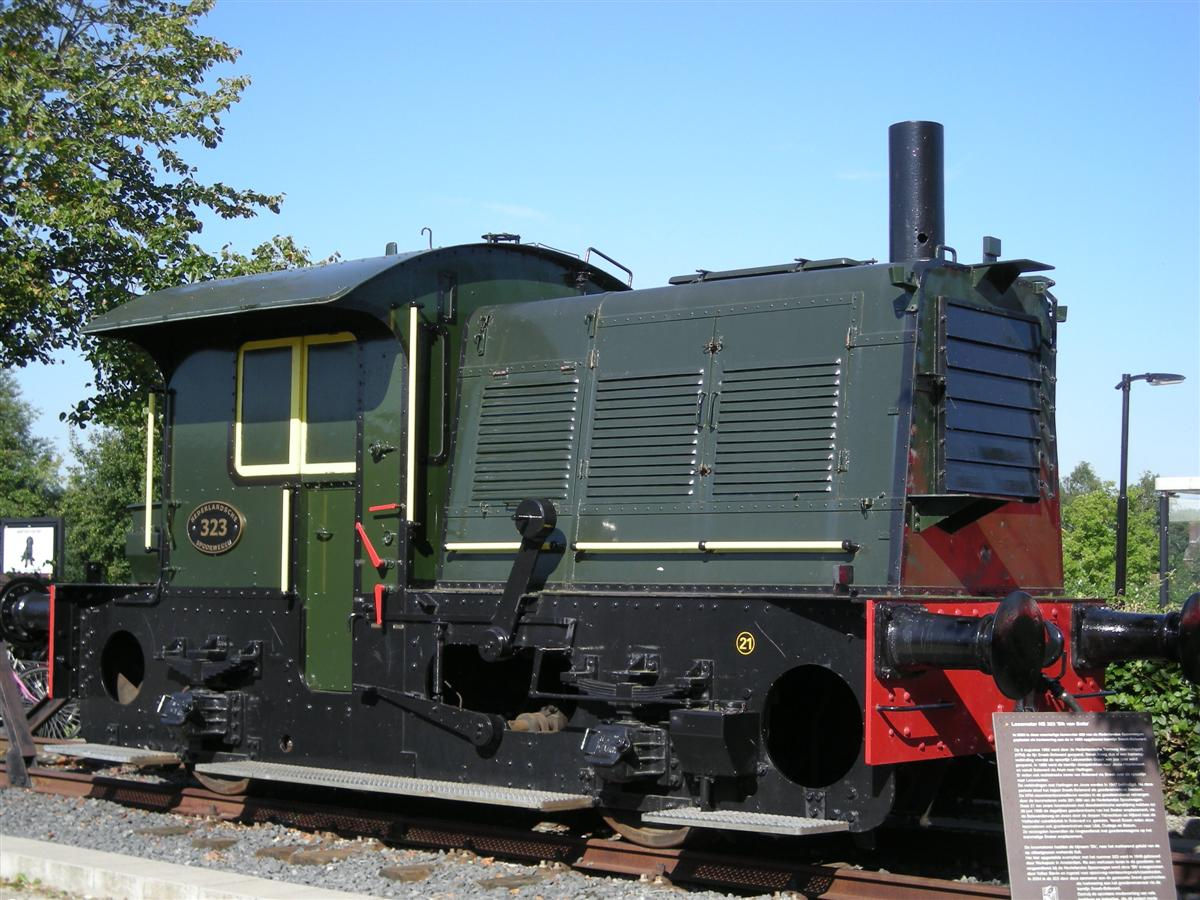
Locomotor 323 bij het Modelspoormuseum Sneek.

De overgebleven lijnen werden vanaf 1 oktober 1949 weer door de NTM overgenomen, behalve de lijnen Bergum – Veenwouden en Beetgumermolen – Sint Jacobiparochie, die respectievelijk werden gesloten en bij de NS bleven. Het goederenvervoer werd met eigen personeel en NS-materieel uitgevoerd. In de volgende jaren werden de lijnen successievelijk weer overgedragen aan de NS: Beetgumermolen – Sint Jacobiparochie in 1952, Drachten – Groningen in 1956, Sneek – Bolsward in 1958 en Heerenveen – Joure – Lemmer in 1960. De lijnen Steenwijk – Oosterwolde – Hijkersmilde / Gorredijk werden niet meer overgedragen, doch gesloten op 30 september 1962.
De laatste, door NS geëxploiteerde, lijnen werden enige jaren later gesloten: Beetgumermolen – Sint Jacobiparochie in 1957-1964, Sneek – Bolsward en Heerenveen – Joure en Joure – Lemmer in 1968.
Alleen de laatste lijn, Drachten – Groningen, bleef nog langere tijd bestaan. De in de jaren vijftig in Drachten gevestigde Philipsfabriek was de belangrijkste klant. Nog tot in de jaren tachtig was er regelmatig goederenvervoer over de Philipslijn met diesellocs van de serie NS 2400. In de jaren 1973, 1975 en 1976 keerde de stoomtram nog eens terug toen de Stoomtram Hoorn - Medemblik (SHM) ritten uitvoerde op deze oude tramlijn. De laatste rit over de gehele lijn werd met Wadlopers gereden op 30 april 1985 en nog een rit tot Roden op 7 juni 1985, waarna de lijn in 1988 werd opgebroken. Hiermee kwam er een einde aan de geschiedenis van de Friese tramlijnen.

### Busbedrijf

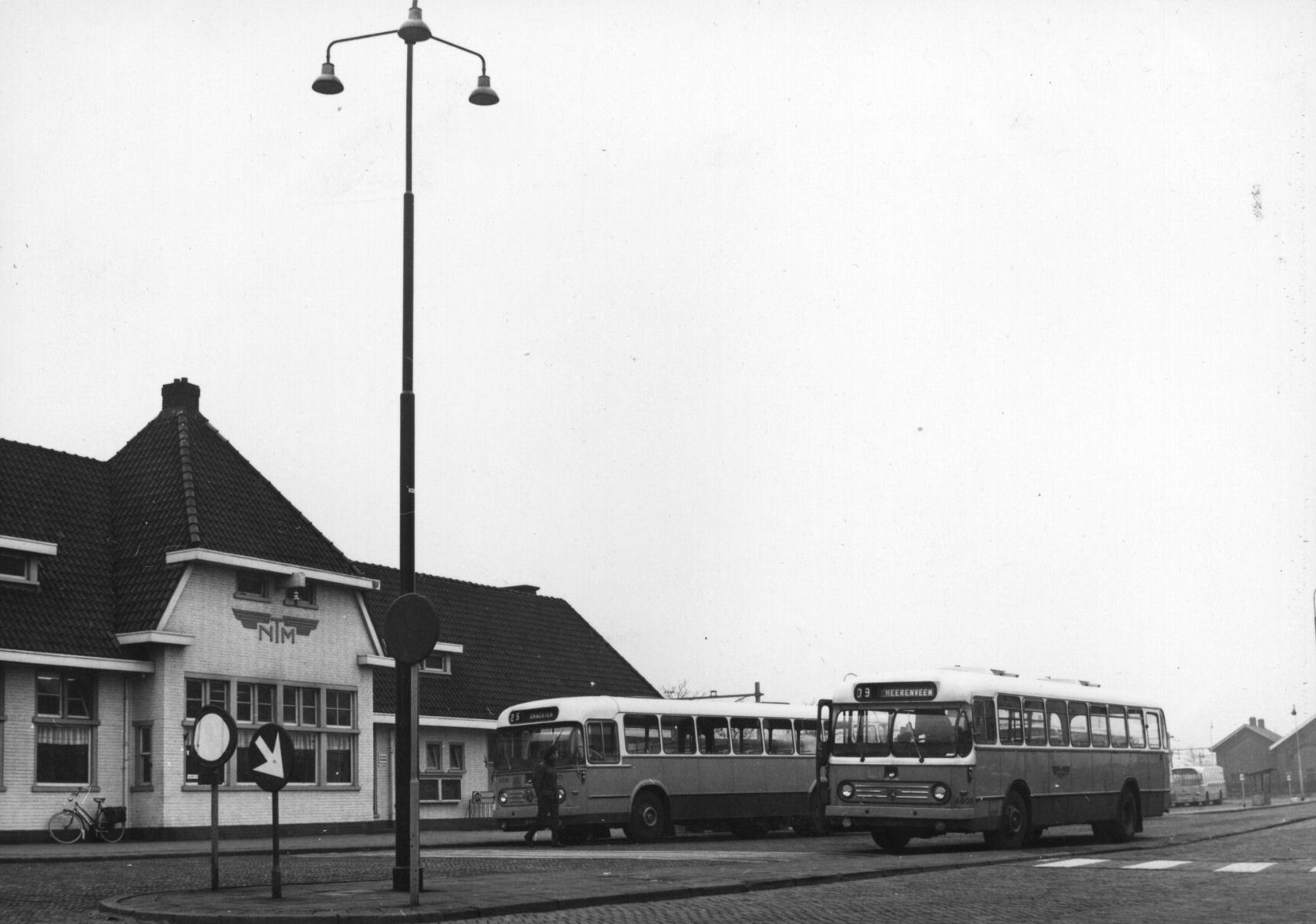
Twee Leyland bolramer-streekbussen van de NTM bij het NTM-station in Heerenveen; 1970.

Nadat de eerste NTM-autobus reed op 16 juli 1930, ontwikkelde de NTM zich in de loop der jaren tot de grootste streekvervoerder in de provincie Friesland onder regie van de NS, die 90% van de aandelen in handen had. Het vervoergebied bestond, nadat enkele lijnen waren geruild met andere bedrijven, uit het oostelijk en zuidoostelijk deel van Friesland met uitlopers naar Groningen, Assen en Meppel. De NTM exploiteerde ook de buslijn van Leeuwarden en Heerenveen over de Afsluitdijk naar Alkmaar, aanvankelijk in opdracht van de Algemeene Transport Onderneming (ATO), vanaf 1948 op een gezamenlijke concessie met de Nederlandsche Auto Car Onderneming (NACO). Ook de stadsbusdiensten van Leeuwarden werden door de NTM geëxploiteerd.
Op 1 april 1971 ging de NTM een fusie aan met de busbedrijven Noord-Oost-Friesche Autobusonderneming (NOF) te Dokkum en Leeuwarder Auto Bus Onderneming (LABO) en Leeuwarder Auto Bedrijf (LAB), beide te Leeuwarden. Het nieuwe bedrijf, de Friese Autobus Maatschappij (FRAM), was officieel gevestigd te Leeuwarden. De FRAM had haar hoofdkantoor echter in de voormalige NTM-vestiging te Heerenveen.

## Materieel

### Stoomtrammaterieel

#### Locomotieven
Voor de dienst op de stoomtramlijnen beschikte de NTM over een groot aantal stoomlocs. Deze waren in drie hoofdseries te onderscheiden.
- De 'Kleine Henschels', serie 1-28, werden tussen 1881 en 1903 geleverd door de fabriek van Henschel te Kassel.
- De 'Grote Henschels', serie 29-50, waren grotere en sterkere locs dan de voorgaande en werden tussen 1911 en 1914 geleverd door de fabriek van Henschel.
- De Maffei-locs, serie 51-65, werden tussen 1914 en 1930 geleverd door de fabriek van Maffei te München. Enkele van deze locs waren afkomstig van de NCS, waar zij dienstdeden op de in 1931 opgeheven tramlijn Nunspeet - Hattemerbroek tussen Nunspeet, Elburg en Hattem. De meeste locomotieven werden afgevoerd bij de opheffing van het trambedrijf in 1947-1948.

#### Rijtuigen

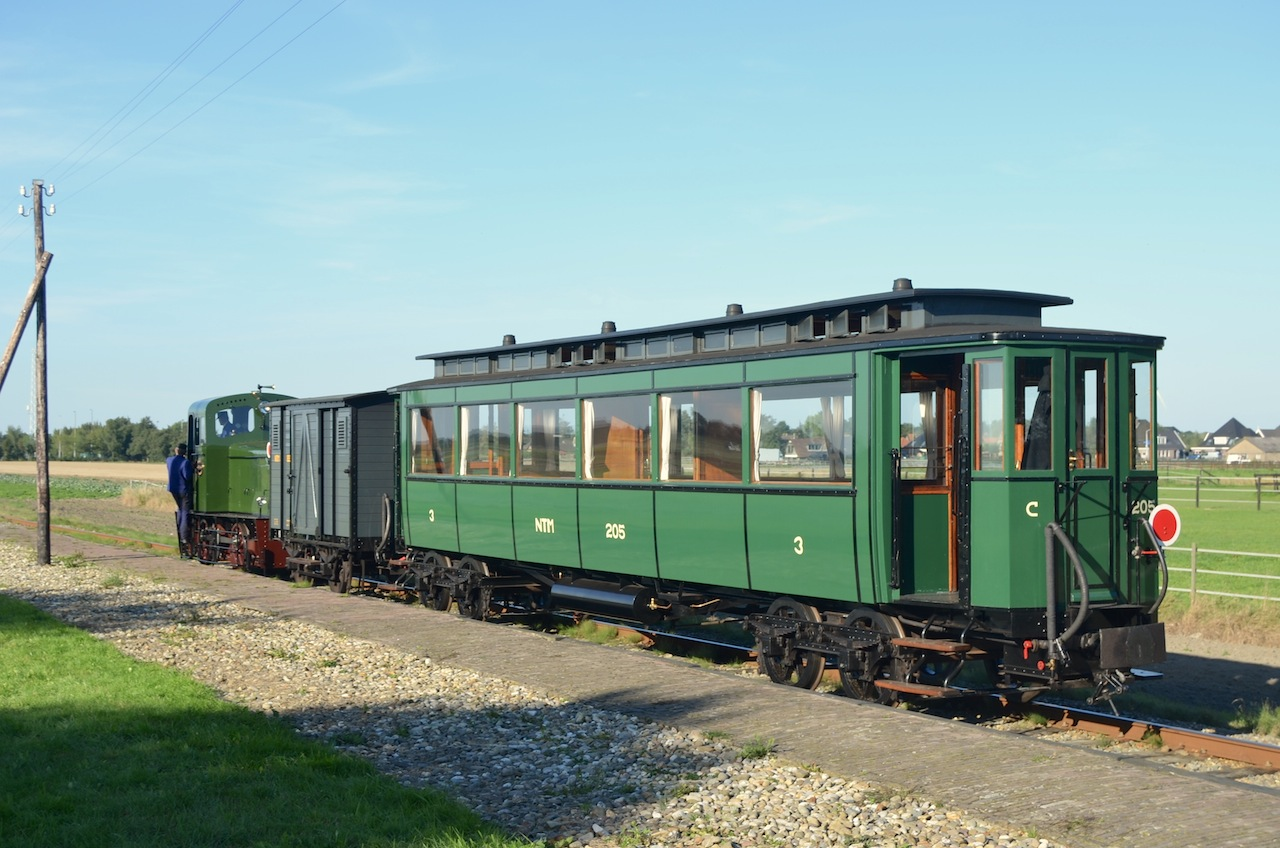
Rijtuig NTM C 205 bij de Stoomtram Hoorn-Medemblik, te Twisk; 29 september 2013.

Voor de paardentramlijnen beschikte de NTM over 14 rijtuigen (A 1-14). Voor het vervoer van reizigers in de stoomtram beschikte men over 97 of 101 rijtuigen (BC 1-91 en C 201-206) en voorts waren er 15 postbagagerijtuigen (D 2-16).
| Serie   | Bijzonderheden | Afbeelding |
| ------- | --- | ---------- |
| AB 1-17 | Gebouwd tussen 1882 en 1884 door Beijnes. Vierassige gesloten rijtuigen met 36 zitplaatsen. De BC 13 en 14 reden in 1938 tijdelijk in Rotterdam ter herinnering aan de stoomtram tussen Rotterdam en Schiedam. Rijtuig C 14 is als laatste nog gezien in 1950. |            |

#### Goederenwagens
Het aantal goederenwagens was groot en verdeeld over diverse typen, waaronder 151 gesloten goederenwagens (E) en 101 veewagens (F).

### Motortractie

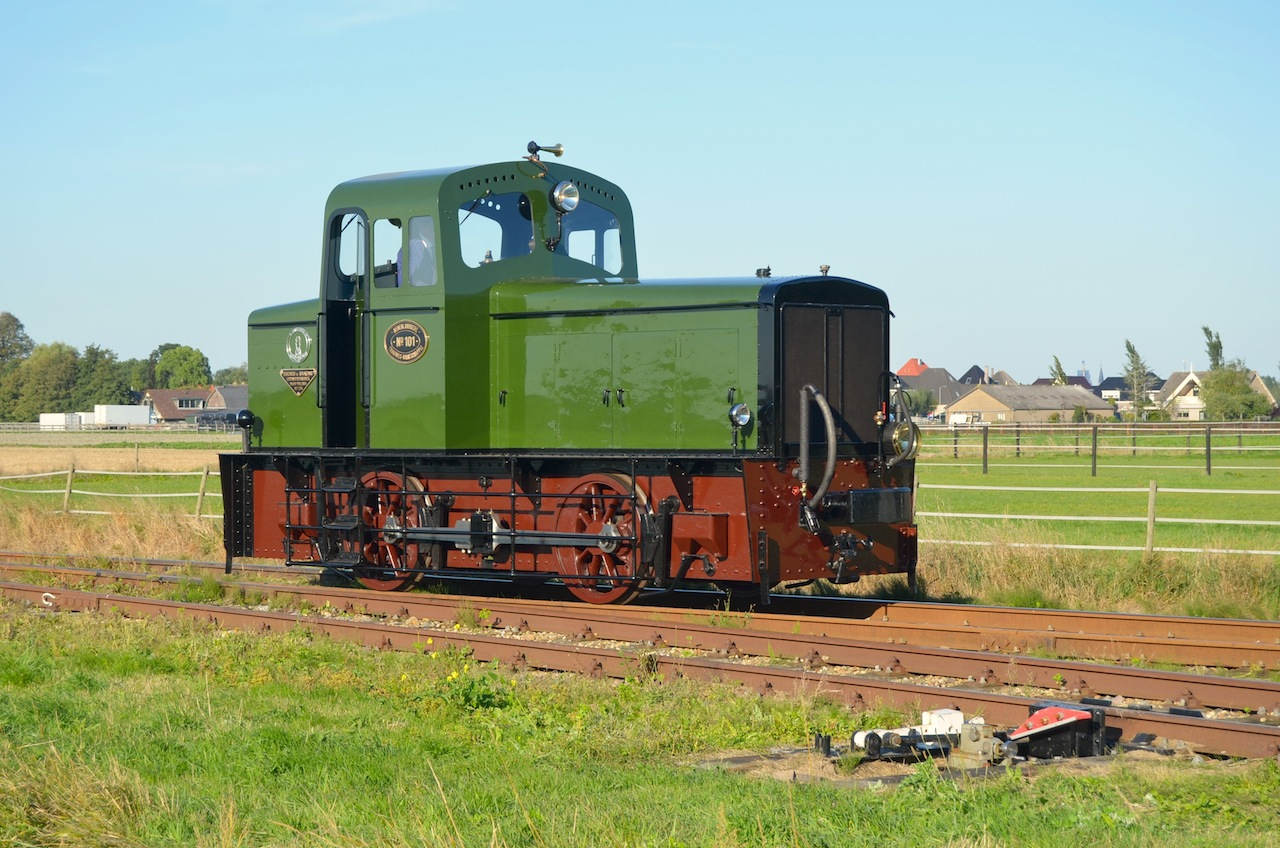
Dieselloc NTM 101 bij de Stoomtram Hoorn-Medemblik, te Twisk; 29 september 2013.

In de jaren twintig deed de motortractie haar intrede.
- Na een proefrijtuig (M 1) kwamen er in 1925 zes tweeassige motorwagens (M 2-7) van Werkspoor. Zij moesten de kosten van de personentrams drukken bij de opkomende concurrentie van de autobus.
- In 1935 werd ook een dieselloc (101) aangeschaft, maar het bleef bij één exemplaar. De loc werd in 1942 verkocht aan het buitenland en kwam in 1945 terecht bij het Lagerhaus Gänserndorf in Oostenrijk, waar de loc rangeerdiensten uitvoerde onder de naam 'Fanny'. In 1990 ging de loc terug naar Nederland en rijdt sinds 2013 bij de SHM.[2]
- In 1939 werden enkele motorwagens uit de jaren twintig overgenomen van de in dat jaar grotendeels opgeheven Gooische Stoomtram. Hiervan kwamen er vijf (uit de serie 2-9) bij de NTM in dienst onder de nummers M 8-12. Later kwam motorwagen M 13 er nog bij (uit de serie 10-19). In de Tweede Wereldoorlog was het weer afgelopen met de motortractie. Wegens gebrek aan vloeibare brandstoffen moest toch weer op grotere schaal een beroep worden gedaan op de stoomtractie. Na 1945 probeerde men het bedrijf nog te moderniseren met de tweedehands van de Gooise tram overgenomen motortrams, doch dit kon de omzetting in autobusexploitatie in 1947-1948 niet voorkomen.

### NS-locomotieven

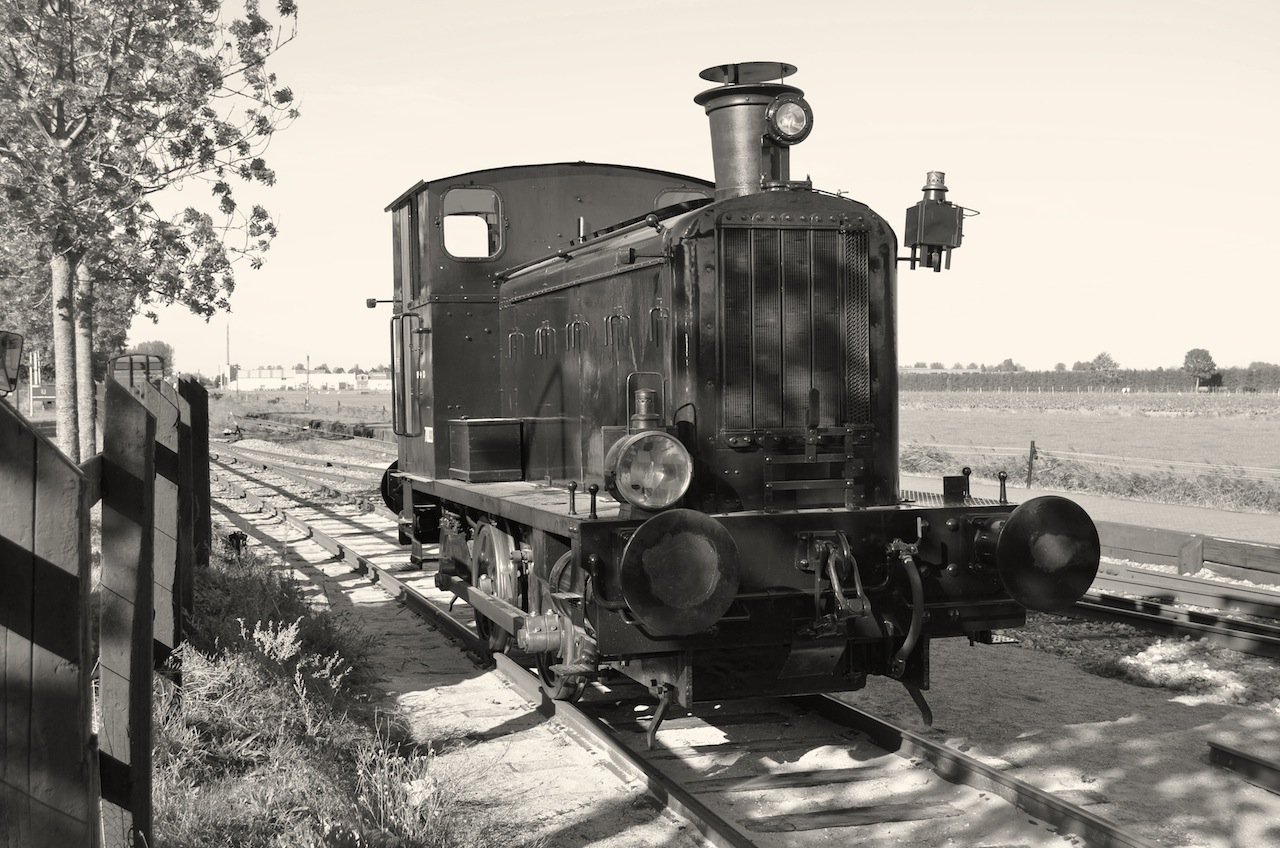
SHM dieselloc 162 van de Nederlandse Spoorwegen, te Wognum-Nibbixwoud; 29 september 2013.

De NS gebruikte vanaf 1948 als trekkrachten op de Friese tramlijnen diverse soorten diesellocs.
- In eerste instantie waren er de uit Engeland afkomstige locs NS 161-165 die in de jaren vijftig buiten dienst gingen.
- Voorts werd vanaf 1957 gebruikgemaakt van de locs 451-460, die speciaal gebouwd waren voor de goederendienst op de voormalige tramlijnen van NTM en WSM en rond 1970 buiten dienst gingen.
- Van de grotere series NS-locs die sinds de jaren vijftig dienstdeden, kunnen worden vermeld de locomotoren serie 200-300 en de locs serie 2400.

### Na buitendienststelling
Met de sluiting van de (meeste) tramlijnen gingen ook de stoomlocs, de rijtuigen en de meeste eigen goederenwagens buiten dienst. Veel werd gesloopt, maar diverse rijtuigen en vele goederenwagens kregen nog een tweede leven als noodwoning of schuur verspreid over het land.

### Museummaterieel

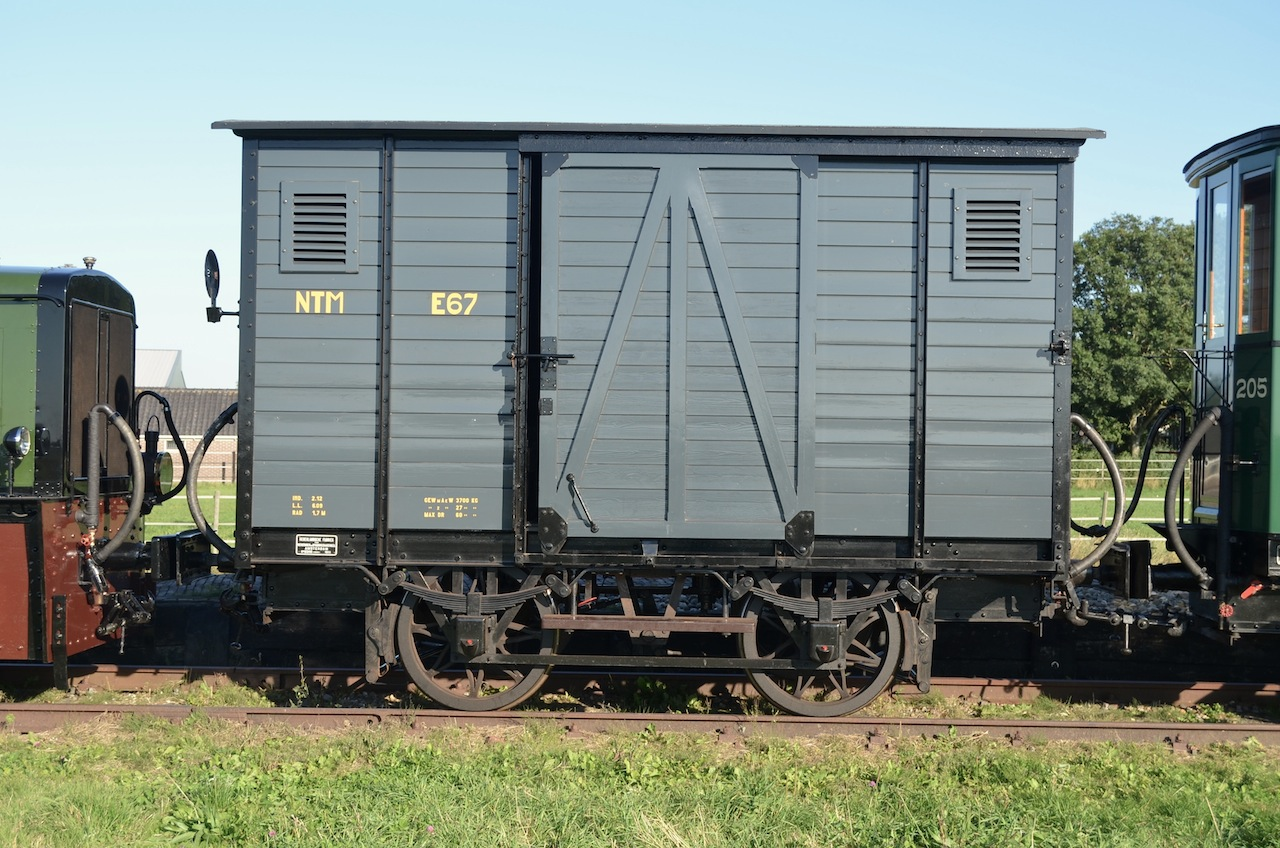
Goederenwagen NTM E 67 bij de Stoomtram Hoorn-Medemblik, te Twisk; 29 september 2013.

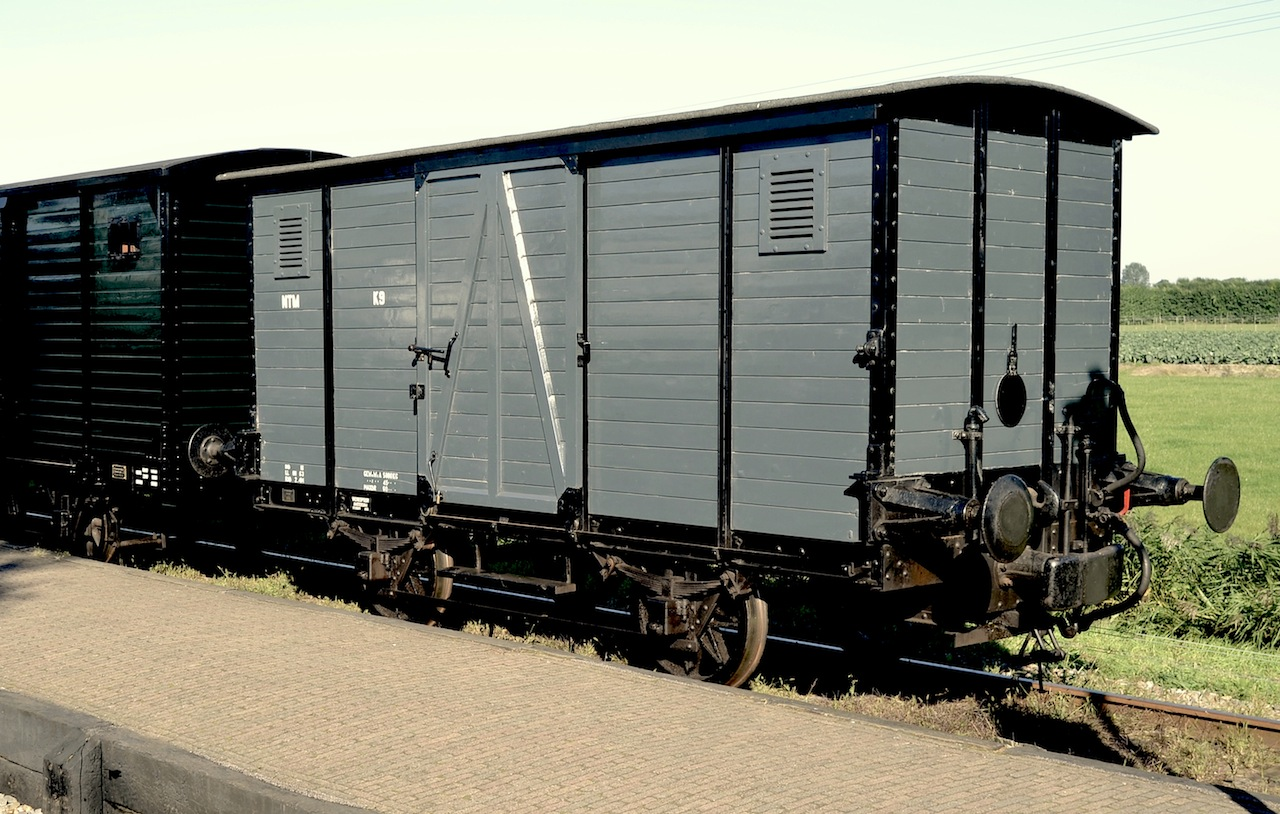
Goederenwagen NTM K 9 bij de Stoomtram Hoorn-Medemblik, te Wognum-Nibbixwoud; 29 september 2013.

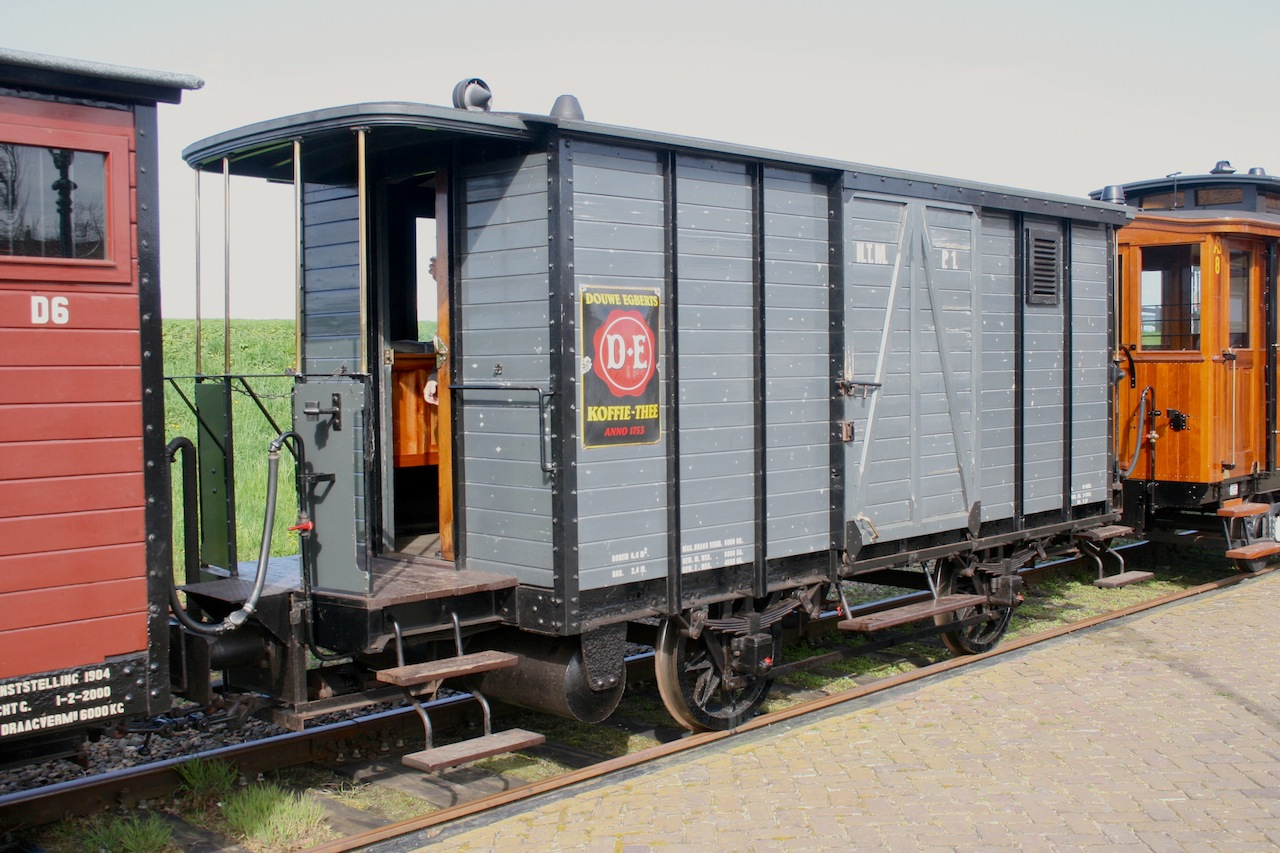
Goederenwagen NTM P 1 bij de Stoomtram Hoorn-Medemblik, te Medemblik; 7 april 2012.

Paardentramrijtuig NTM 4 van de lijn Makkum – Harkezijl was al voor de oorlog bewaard voor museumdoeleinden. Door oorlogsgeweld is dit rijtuig echter in 1944 in Boxtel verloren gegaan.
Sinds de jaren zestig zijn diverse NTM-objecten verzameld. Een NTM-stoomtramloc is echter niet bewaard gebleven.
- Een rijtuig (C 205), een postbagagewagen (D 6), een conducteurswagen (P 1), twee koppelwagens (K 16 en 9), drie gewone goederenwagens (E 128, 134 en 67) en Veewagen F 63 zijn in gerestaureerde en rijvaardige staat in gebruik bij de Stoomtram Hoorn - Medemblik (SHM).
- Ook de dieselloc 101, die tussen 1935 en 1940 dienstdeed bij de NTM, is via omwegen uiteindelijk bij de SHM terechtgekomen. De restauratie werd in 2013 voltooid en de loc werd op 28 en 29 september 2013 met rijtuig C 205 voor het eerst ingezet in de reizigersdienst.
- In het Nederlands Spoorwegmuseum te Utrecht zijn nog twee kleine goederenwagens bewaard gebleven (NTM G1 en Dk2), waaronder een eenassig aanhangwagentje dat achter de paardentram werd meegevoerd.
- Ook van de NS-diesellocomotieven die goederenvervoer op de NTM-lijnen verzorgden, zijn exemplaren bewaard. Locomotief 162 is in 2013 in de werkplaats van de SHM te Hoorn na restauratie rijvaardig gereedgekomen. Locomotief 164, die als plukloc diende voor onderdelen t.b.v. de 162, werd tussen 2019 en 2024 optisch gerestaureerd en kreeg in mei 2024 een plek bij het vroegere tramstation te Noordwolde, aan de in 1962 opgeheven tramlijn Makkinga - Steenwijk.[3][4]
- Locomotief NS 451 die vanaf 1957 op NTM-tramlijnen reed is sinds 1971 rijvaardig aanwezig bij de Museum Buurtspoorweg te Haaksbergen.
- Het Nationaal Bus Museum in Hoogezand bewaart de Leyland-Verheul autobus 4379, die in 1963 bij de NTM in dienst kwam.